# Pterostichus adstrictus
Pterostichus adstrictus es una especie de escarabajo terrestre del género Pterostichus, categorizada en la tribu Pterostichini, de la subfamilia Harpalinae. Fue descrita por Eschscholtz en 1823.

## Distribución
Se distribuye por Islandia, Irlanda, Gran Bretaña, Dinamarca, Noruega, Suecia, Finlandia, Estonia, Letonia, Islas Feroe, Corea del Norte, Estados Unidos, Canadá, Rusia, Mongolia y Alaska.